# Yxsjöberg
Yxsjöberg er en tidligere minelandsby i Ljusnarsbergs kommun i Västmanland (Örebro län) i Sverige, blot nogle kilometer fra grænsen til Dalarna. Byen hørte tidligere til Nya Kopparbergs bergslag.

## Historie
I Yxsjöberg blev der tidligere udvundet blandt andet wolfram ned til 600 meters dybde. Et fund af malm blev opdaget i 1728, og fra starten blev der udvundet kobbermalm. Driften blev indstillet i 1908, men udvindingen af wolfram blev genoptaget i 1918. På grund af et stærkt prisfald på wolfram i mellemkrigstiden stod driften stille i årene 1920 til 1935.
Minen startede op igen i 1935, og under 2. verdenskrig kom der mange nye jobs i Yxsjöberg, da Yxsjö mines virksomhed var omfattende. I 1941 blev der oprettet en Folkets hus-forening i Yxsjöberg, og året efter stod Folkets hus klar til indvielse. Her fandtes blandt andet biograf, bibliotek og café. Folkets hus blev også forsamlingslokale for det lokale foreningsliv (Yxsjöbergs socialdemokratiska arbetarekommun, Gruvindustriarbetareförbundets avd 37, Yxsjöbergs ABF-avdelning og Yxsjöbergs LS).
Da minedriften igen blev nedlagt i julen 1963, begyndte folk hurtigt at flytte fra byen. Folkets hus indstillede sin virksomhed det følgende efterår, hvorefter bygningen forfaldt i et antal år inden den blev revet ned.
Efter at minen var blevet lænset i næsten et år blev udvindingen af Wolfram ved Yxsjö mine genoptaget i 1972. I 1989 indstillede den daværende ejer AB Statsgruvor minedriften igen på grund af at priserne på wolfram ikke længere gjorde minedrift indtjenende.